# Левинка (Республика Алтай)
Левинка — село в Чойском муниципальном районе Республики Алтай России, входит в состав Паспаульского сельского поселения.

## География
Село находится в долине реки Малая Иша, между устьями рек Высельская Уба и Ашпанак, на расстоянии 7 км к юго-западу от села Чоя, административного центра района.

## Население
| 2010 | 2011 | 2012 | 2013 | 2014 | 2015 | 2016 |
| ---- | ---- | ---- | ---- | ---- | ---- | ---- |
| 24   | →24  | ↘21  | →21  | →21  | ↘19  | ↘18  |

## Улицы
В селе имеются две улицы: Набережная и Полевая.